# As Duas Irmãs (Renoir)
As Duas irmãs ou O Terraço (francês: Les Deux Sœurs ou Sur la terrasse) é uma pintura a óleo sobre tela do pintor impressionista francês Pierre-Auguste Renoir datada de 1881.
A designação Les Deux Sœurs foi atribuída por Renoir, e a Sur la terrasse pelo seu primeiro proprietário, Paul Durand-Ruel.
Renoir trabalhou na pintura no terraço da Maison Fournaise, um restaurante localizado numa ilha no rio Sena, em Chatou, um subúrbio ocidental de Paris. A obra mostra uma moça e a sua irmã mais nova, sentadas no exterior, com um pequeno cesto que contém rolos de lã. Sobre os corrimãos do terraço, pode observar-se arbustos e folhagens com o rio Sena por trás deles.
Jeanne Darlot (1863—1914), uma futura actriz com 18 anos na altura, era a "irmã mais velha". Não se sabe quem posava como "irmã mais nova", mas pensa-se que as duas meninas não tinham qualquer laço familiar entre si.
Renoir começou a pintar este trabalho em Abril de 1881 e, em 7 de Julho de 1881, foi comprado pelo negociante de arte Paul Durand-Ruel, por 1500 francos franceses. A pintura foi exibida pela primeira vez ao público na 7.ª Exibição Impressionista na Primavera de 1882. Em 1883, sabe-se que estava na coleção de Charles Ephrussi, um negociador de arte e editor, mas em 1892 a pintura foi devolvida à coleção da família Durand-Ruel.
Em 1925, o quadritto foi vendido a Annie S. Coburn de Chicago por 100 000 USD. Após a sua morte em 1932, a pintura foi legada ao Art Institute of Chicago, onde se encontra desde 1933.
No quadro, é possível verificar uma característica marcante das obras de Renoir: a criação harmoniosa utilizando a natureza. Exposta na 7ª Exibição Impressionista na Primavera de 1882, mostrou a junção do impressionismo do autor com efeitos de luz por meio de suas pinceladas.